# Simón Bolívar (Pastaza)
Simón Bolívar ist eine Parroquia rural („ländliches Kirchspiel“) im Kanton Pastaza der ecuadorianischen Provinz Pastaza. Die Parroquia besitzt eine Fläche von 1025 km². Die Einwohnerzahl lag im Jahr 2010 bei 5682. Verwaltungssitz der Parroquia ist Mushullacta. Die Parroquia wurde am 4. Mai 1987 gegründet. Namensgeber der Parroquia war Simón Bolívar, ein südamerikanischer Unabhängigkeitskämpfer.

## Lage
Die Parroquia Simón Bolívar liegt im Amazonastiefland zwischen den Flussläufen von Río Pastaza im Westen und Süden sowie von Río Copotaza im Nordosten und Osten. Die Längsausdehnung in NW-SO-Richtung beträgt 77 km. Der Hauptort Mushullacta befindet sich 30 km südsüdöstlich der Provinzhauptstadt Puyo. Die Fernstraße E45 (Puyo–Macas) durchquert den äußersten Westen der Parroquia und passiert dabei Mushullacta. Bei Mushullacta zweigt eine Nebenstraße in westlicher Richtung nach Palora ab.
Die Parroquia Simón Bolívar grenzt im äußersten Nordwesten an die Parroquias Pomona und Veracruz, im Nordosten und im Osten an die Parroquias Canelos und Sarayacu sowie im Süden und im Westen an die Provinz Morona Santiago.